# Simeon I của Bulgaria
Simeon I (còn có tên là Symeon), hay Simeon Đại đế là Sa hoàng Bulgaria từ năm 893 đến năm 927, trong thời kì Đế quốc Bulgaria thứ nhất. Triều đại Simeon được biết như là thời kì vàng son của Bulgaria.

## Một số năm tháng quan trọng
- 864 hay 865: Simeon I ra đời.
- Khoảng 878: Được gửi tới Constantinopolis để học tập.
- Khoảng 888: Trở về Bulgaria.
- 889: Anh của Simeon là Vladimir lên ngôi.
- 893: Vladimir thoái vị, Simeon nối ngôi.
- 894: Cuộc chiến thành công với đế quốc Byzantine.
- 895: Các cuộc xâm lược Byzantine và Magyar; người Magyar thắng Simeon.
- 896: Hiệp ước với Byzantine và Magyar.
- 904: Chiếm Macedonia và Albania.
- 913: Được giáo trưởng Nicholas phong làm Hoàng đế Bulgaria.
- 917: Đánh thắng người Byzantine ở Anchiabs và Katasyrtai.
- 921: Bao vây Constantinopolis
- 922: Bulgaria chiến thắng ở Pigae.
- 927: Simeon I qua đời.

## Chú giải
1. ↑  For example in Fine, The Early Medieval Balkans.
2. ↑  Lalkov, Rulers of Bulgaria, trang 23-25.